# 一力茶屋

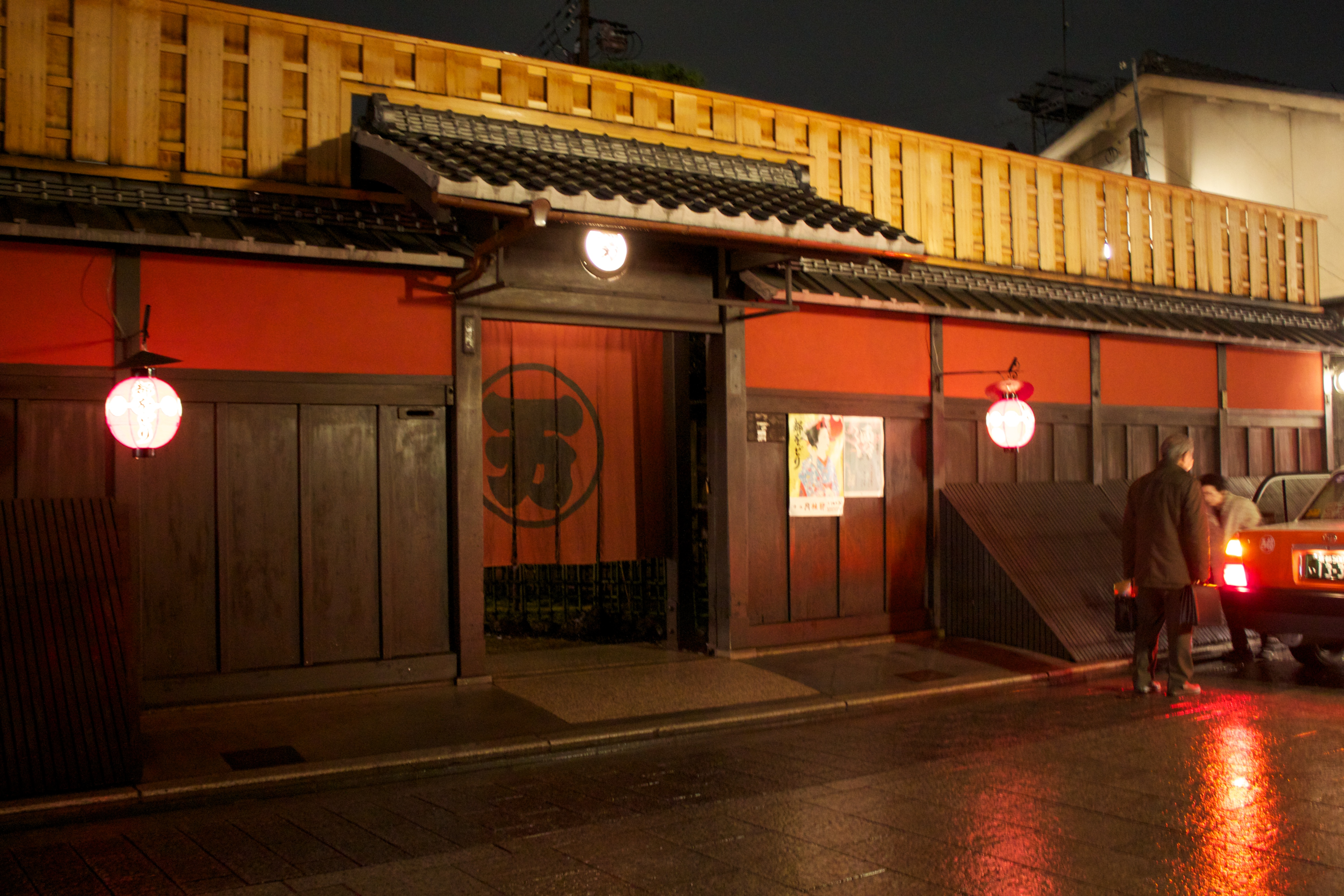
いちりきの入り口

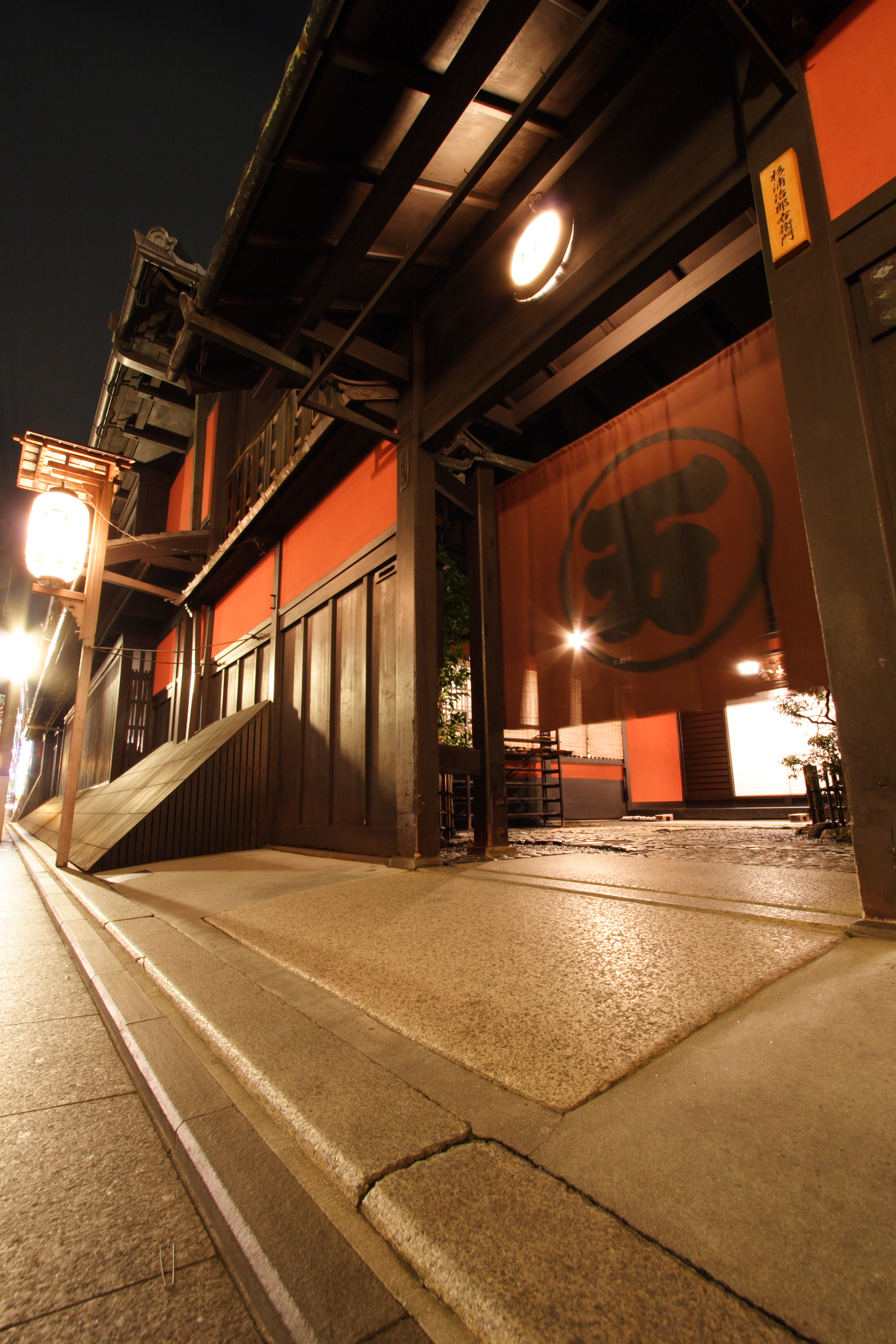
いちりき茶屋入口

一力茶屋（いちりきちゃや）もしくは、一力亭（いちりきてい）は、京都にある歴史的お茶屋。四条通と花見小路通の南東隅に位置し、玄関は祇園甲部地区の中心にある。 
独占的でハイエンドな施設と認識されている。入店は一見さんお断りである。その名声は 忠臣蔵で頻繁に知れわたるようになる。歴代茶屋店主では中興の祖で九代目杉浦治郎右衛門が知られる。